# Agapetus desom
Agapetus desom är en nattsländeart som beskrevs av Olah 1988. Agapetus desom ingår i släktet Agapetus och familjen stenhusnattsländor. Inga underarter finns listade i Catalogue of Life.